# Bodo Ramelow
Bodo Ramelow (Osterholz-Scharmbeck, 16 febbraio 1956) è un politico tedesco, Ministro presidente della Turingia dal 2020 al 2024, carica che aveva già ricoperto dal 2014 al febbraio 2020.
Dal novembre 2021 è inoltre Presidente del Bundesrat tedesco.

## Biografia
Ramelow è stato il primo presidente di uno stato federato della Germania membro del partito di sinistra Die Linke. Dal 2001 al 2005 e dal 2009 al 2014 fu capogruppo del suo partito nel Landtag della Turingia, e dal 2014 al febbraio 2020 ne fu Ministro presidente. Dal 2005 al 2009 fu deputato al Bundestag.
In seguito alle elezioni per il rinnovo dell'assemblea legislativa della Turingia nel 2019, col voto favorevole a sorpresa del partito di estrema destra AfD, venne eletto il liberale Thomas Kemmerich dell'FDP. A seguito della pressione esercitata dal leader di FDP e da Angela Merkel, Kemmerich si dimette. Il 4 marzo, Bodo Ramelow è nuovamente eletto Ministro presidente, coi voti a favore della Linke, dell'SPD, e dei Verdi, e con l'astensione di CDU e FDP.